# Islas Torres
Las islas Torres son un grupo de pequeñas islas situadas en la parte septentrional del archipiélago de las islas Vanuatu. Administrativamente pertenecen, junto con las islas Banks, a la provincia de Torba de la República de Vanuatu.

## Geografía
La cadena de las islas que componen este microarchipiélago se sienta a horcajadas sobre el límite cultural que distingue la antigua Melanesia insular de varios asentamientos polinesios extremos localizados en las vecinas islas Salomón. Al norte, está la provincia Temotu de las Islas Salomón; al sur, la isla de Espíritu Santo; al sudeste, las islas Banks; y al oeste de las islas, está la profunda fosa Torres que coincide con la zona de subducción entre las placas australiana y pacífica. 
Las siete islas del archipiélago de Torres son, de norte al sur: Hiw o Hiu (la más grande), Metoma, Tegua, Ngwēl (un islote deshabitado), Linua, Lo o Loh y Toga. Esta cadena de islas se extiende sobre unos 42 km. El punto más alto de la cadena es el monte Wonvara (366 m), en la isla de Hiu. Son islas menos abruptas que las islas del país situadas más al sur. Contrariamente a la creencia turística popular, sólo unos pocos tramos de las costas de las islas Torres tienen playas de arena blanca, ya que en realidad la mayor parte de sus costas son rocosas y corresponden a elevaciones coralinas.
Desde mediados de 2004, en las islas Torres se asienta una población total de aproximadamente 950 personas, dispersas en al menos diez asentamientos de diferente tamaño, todos ellos localizados sobre o cerca de las áreas costeras. Los nombres de estos poblados son: Yögevigemëne (o Yögemëne), Tinemēvönyö, Yawe y Yakwane (en Hiw), Lotew (en Tegua; a veces, mal escrita como Lateu), Lungharegi, Telakwlakw y Rinuhe (en Lo), y Likwal y Litew (en Toga).
Una pequeña pista de aterrizaje abierta en Linua en 1983 supone el único medio de transporte regular con el resto de Vanuatu. Lungharegi es el centro administrativo de las islas, pero tiene un desarrollo mínimo. Tiene un teléfono comunitario y una clínica médica, pero ningún banco o comisaría y sólo dos tiendas abastecidas de manera irregular.

## Nombre
Uno de los nombres preeuropeos más importantes por el que los nativos designaban este grupo de islas, y otras sociedades vecinas, era Vava (o Vave). Sin embargo, en algún momento de principios del siglo XIX, los cartógrafos europeos le dieron el nombre de Torres, en recuerdo del navegante español del siglo XVI, Luis Váez de Torres, que visitó brevemente algunas islas del norte y centro de las islas Vanuatu, en abril, mayo y junio de 1606 (y que también dio nombre al estrecho de Torres, el importante estrecho que separa Australia de la isla de Nueva Guinea. Irónicamente ni Torres ni su comandante Pedro Fernández de Quirós, ni ninguno de sus subordinados, vieron, oyeron o estuvieron cerca de las islas Torres durante su travesía del archipiélago. Sin embargo, debido a la aparición repetida de su nombre en las cartas europeas, el nombre de Torres finalmente fue adoptado y las islas fueron conocidas así durante casi doscientos años.
Hoy en día, los habitantes de este archipiélago han abandonado el viejo nombre de Vave, que sólo es recordado por algunas personas mayores. Ellos ahora designan a su islas como "Torres", aun cuando ni saben ni son conscientes de la historia y el significado de este nombre.

## Historia

### Época precolonial
Según los datos arqueológicos actualmente disponibles sobre la prehistoria del archipiélago, las islas Torres fueron probablemente pobladas por navegadores austronesios alrededor de hace 3200 años. Hay pruebas abundantes (tanto arqueológicas como orales) de que antes del contacto con europeos el modelo de asentamiento humano en las Islas Torres era bastante diferente de los pueblos costeros de hoy. La mayor parte de los pueblos y de las áreas ocupadas por familias, (nakamal, o gemël), se encontraban al parecer en las tierras más altas de las islas, lejos de la orilla, y fueron poco pobladas. Así, el interior de las islas habría sido punteado con pequeños claros ocupados por un puñado de casas y espacios rituales.

### Colonización por las misiones
Las islas Torres fueron uno de los últimos grupos de islas de Vanuatu en ser alcanzados por exploradores europeos en el siglo XIX, pero fueron rápidamente incorporadas a la zona de influencia de la Misión Melanesa (una misión anglicana) a principios de los años 1880. A consecuencia de la presión ejercida por la Misión, la gente de Torres comenzó a concentrarse en las zonas costeras, de acceso más fácil para los misioneros que podían así controlarlos.
Fue también en aquella época que un isleño de Torres, conocido hoy por su nombre cristianizado de Adams Tuwia, fue llevado a la oficina central de la misión de la Isla de Norfolk, donde se habría ordenado sacerdote. Sin embargo, el primer melanesio en ser ordenado un sacerdote fue Jorge Sarawia, de las vecinas Islas Banks, donde los anglicanos habían establecido su centro regional de operaciones. Como consecuencia de esta estrategia, el mando de la Misión decidió adoptar la lengua de la isla Mota (en las Banks) como lengua secundaria para evangelizar las islas Banks, Torres y la región de Temotu. Así, según archivos locales, la enseñanza de la lengua Motese en la escuela de la misión de Torres siguió hasta principios de los años 1970, y por esta razón es todavía posible encontrar a isleños mayores del archipiélago de Torres que hablan todavía en Motese.
A pesar de la presencia de la Misión a finales del siglo XIX, el primer misionero no local que se instaló de manera duradera en las islas Torres no llegaría hasta la primera década del siglo XX. Fue el reverendo Walter John Durrad, que vivió en Tegwa y luego en Lo, entre los años 1905 y 1910. Durrad fundó la primera misión permanente en las islas Torres en la costa del sur de Tegwa, pero se trasladó luego a Vipaka, en la costa sudoeste de Lo, después de que supuestamente se enterara de que el principal jefe de Tegwa mantuviera prácticas incestuosas, un pecado insufrible para la sensibilidad del mando de la Misión.

## SigloXX
El hecho más relevante de esa época - de la segunda mitad del siglo XIX hasta mediados del XX - fue que los habitantes indígenas de las islas Torres sufrieron una catastrófica disminución demográfica debida a la combinación de varios factores. Los europeos introdujeron varias enfermedades que se propagaron y provocaron epidemias mortíferas. Por otro lado, la práctica del blackbirding supuso una importante migración forzosa. Según archivos de la Misión basados en testimonios de la época, y conservados en la diócesis de Banks y en su oficina central de Torres en Sola (Vanua Lava), a principios de los años 1930 la población total del archipiélago de las islas Torres apenas alcanzaba 56 personas.
En estas circunstancias, la recuperación demográfica de la población indígena de estas islas, y su capacidad por mantener sus tradiciones lingüísticas y culturales, no puede ser considerada menos que excepcional. Aunque los habitantes de las islas Torres pertenecían tradicionalmente a un complejo regional, étnico y económico, más amplio (se extendía hasta la provincia actual de Temotu en las islas Salomón), las islas Torres acabaron por formar parte del condominio anglo-francés de las Nuevas Hébridas en 1906, y fueron incorporadas en 1980 en la República de Vanuatu.

## Ecología
Como el resto del país, las islas pertenecen a la ecorregión de las selvas tropicales de Vanuatu. El cangrejo de los cocoteros (Birgus latro) es una de su especies animales más famosas.
Sin embargo, desde la apertura de la pista de aterrizaje de Linua, esta especie se ha convertido en el único cultivo comercial de las islas Torres. Hasta la fecha, la venta de ese cangrejo ha dependido esencialmente de la demanda fluctuante del mercado turístico ubicado en el lejano Port Vila y, en menor medida, en el municipio provincial de Luganville.
Como era de prever, la alta demanda en cangrejo Birgus ha provocado una importante disminución de la población de Birgus en el norte de Vanuatu, y ha conducido a un agotamiento visible de las poblaciones de Birgus en el archipiélago de Torres. Por consiguiente, se ha pedido al gobierno provincial de SanMa (donde se encuentra Luganville) que declarara una prohibición temporal de la venta, la compra o el consumo de cangrejo en aquella provincia. Esta prohibición primero surtió efecto en el primer semestre de 2004, pero las autoridades locales quisieron levantarla a principios de 2008. Mientras tanto, las exportaciones de cangrejo de las islas Banks y Torres a Port Vila son reguladas por un esquema relativamente ineficaz de temporadas "abiertas" "y cerradas", con cuotas intrarregionales.

## Lenguas
En las islas Torres como en el resto de Vanuatu, la lengua vehicular es una variante local del pidgin bislama. Dos lenguas vernaculares, estrechamente relacionadas pero distintas, son habladas en el archipiélago de Torres: Hiw y Lo-toga. Hiw es hablado exclusivamente por la población de la isla de Hiw (aproximadamente 280 personas). La lengua Lo-toga es hablada en el sur de las islas Torres, especialmente en las islas de Lo y Toga (aproximadamente 580 personas), y consta de dos dialectos muy cercanos, Lo y Toga (nótese que el nombre Toga a veces es usado como término genérico para los dos dialectos).
Hiw y Lo-toga no son mutuamente inteligibles, pero muchos hablantes Hiw son bilingües. Hiw y Toga pertenecen a las lenguas orientales de Vanuatu, un subgrupo de las lenguas austronesias. Desde 1997, el lingüista francés Alexandre François lleva una investigación sobre las numerosas lenguas habladas en Vanuatu y en las islas Salomón, con un interés especial por las dos lenguas vernaculares de las islas Torres.

## Cultura
Los isleños se dividen étnicamente en dos grupos, dependiendo de la lengua que utilicen. Las diferencias culturales que existen dentro de ambos grupos son, al menos en la percepción de los isleños, debidas a la lengua; se reconocen dos grupos - ' la gente de Hiw ' contra ' la gente de Toga '; sin embargo, una división secundaria, menos esencial, se dibuja entre las dos poblaciones de Lo y Toga. Los isleños primero fueron descritos muy en general - y no siempre con exactitud - en términos etnográficos por la W. J. Durrad en los años 1940, siendo terreno del antropólogo Carlos Mondragón desde 1999.
Hoy los habitantes de las Islas siguen el mismo modelo general de agricultura de subsistencia y actividades suplementarias de pesca de sus antepasados. Además, los aspectos claves de su conocimiento hereditario y ciclos rituales todavía existen. 
Gobiernan dos instituciones, conocidas como el suqe y el lēh-temët. El suqe constituye el complejo local de rituales de alteración de estado por los cuales los hombres son capaces de adquirir el estado mayor y el poder, mientras el lēh-temët es el nombre dado a un pequeño grupo de hombres que han sido iniciados en los tipos específicos de conocimiento ritual que son directamente relevantes a la manipulación de mana (la potencia generativa o el poder) y, más expresamente, a la relación entre la vida y la muerte. 
El aspecto más impresionante y visible de las actividades de iniciación del lēh-temët son la fabricación y el empleo de rituales, conocidos como temët (espíritus hereditarios) durante los cuales se lleva a cabo un canto especial así como un baile ceremonial. De hecho, conocen los tocados como temët porque se considera que son las manifestaciones físicas temët; de ahí, el empleo de tocados en lo que se considera una operación sumamente delicada, durante la cual la posibilidad de contaminación espiritual debe ser estrechamente supervisada y controlada. Es en parte por esta razón que los tocados se destruyen inmediatamente después del final de la ceremonia.
No obstante, la continuidad de ciertas prácticas y muchos cambios importantes y profundos han transformado las vidas y las visiones del mundo de estas personas como consecuencia de más de un siglo de contactos y la interpenetración por la iglesia anglicana, de administradores coloniales y comerciantes, y, más recientemente, la influencia postcolonial del estado nacionañ y el mercado internacional mundial - cuya manifestación directa son los viajeros independientes, los barcos de vela y los transatlánticos de lujo que visitan este grupo de islas cada cierto tiempo.

### En inglés
- La opinión de un climatologist a sobre la migración Litao
- Turismo en las Islas Torres, incluye un mapa. Archivado el 24 de febrero de 2020 en Wayback Machine.
- El calendario tradicional de los Isleños Archivado el 9 de junio de 2008 en Wayback Machine.
- Lista detallada y mapa de las lenguas de Vanuatu del norte
- La Tribuna de Heraldo Internacional pacta sobre el debate de subida de nivel de mar

### En francés
- Página web del lingüista Alexandre François

### En español
- Web de Carlos Mondragón con datos e imágenes de las islas Torres

- Datos: Q1263919
- Multimedia: Torres Islands / Q1263919